# Ункерк
Ункерк (нід. Oenkerk, фриз. Oentsjerk) — село в нідерландській провінції Фрисландія. Входить до муніципалітету Тіцьєркстерадел.
Його площа становить 3,81 км², а населення станом на 2021 рік складало 1 995 осіб.
Перша згадка про населений пункт датується 1408 роком.

## Галерея

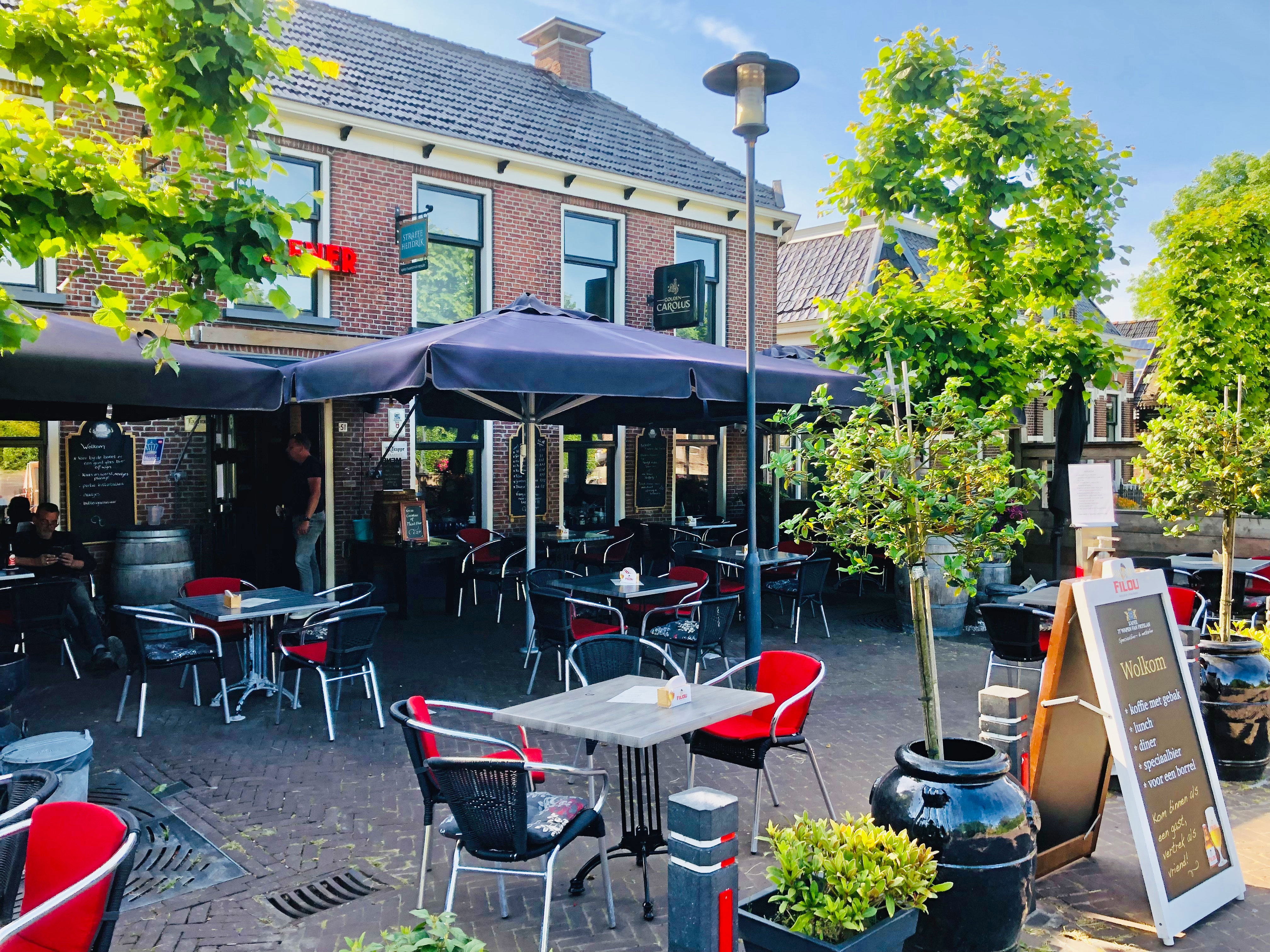
Паб у селі
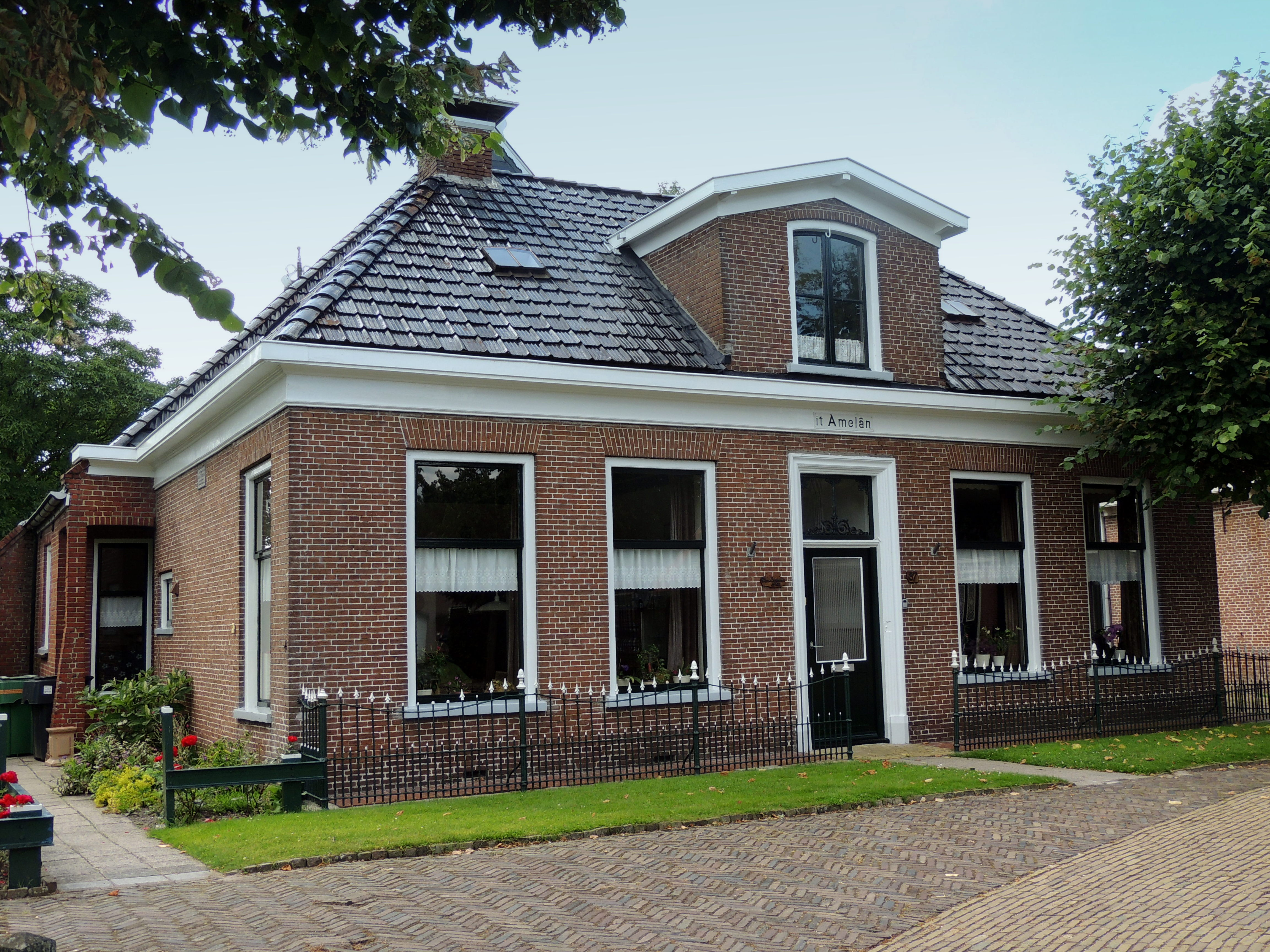
Сільський будинок
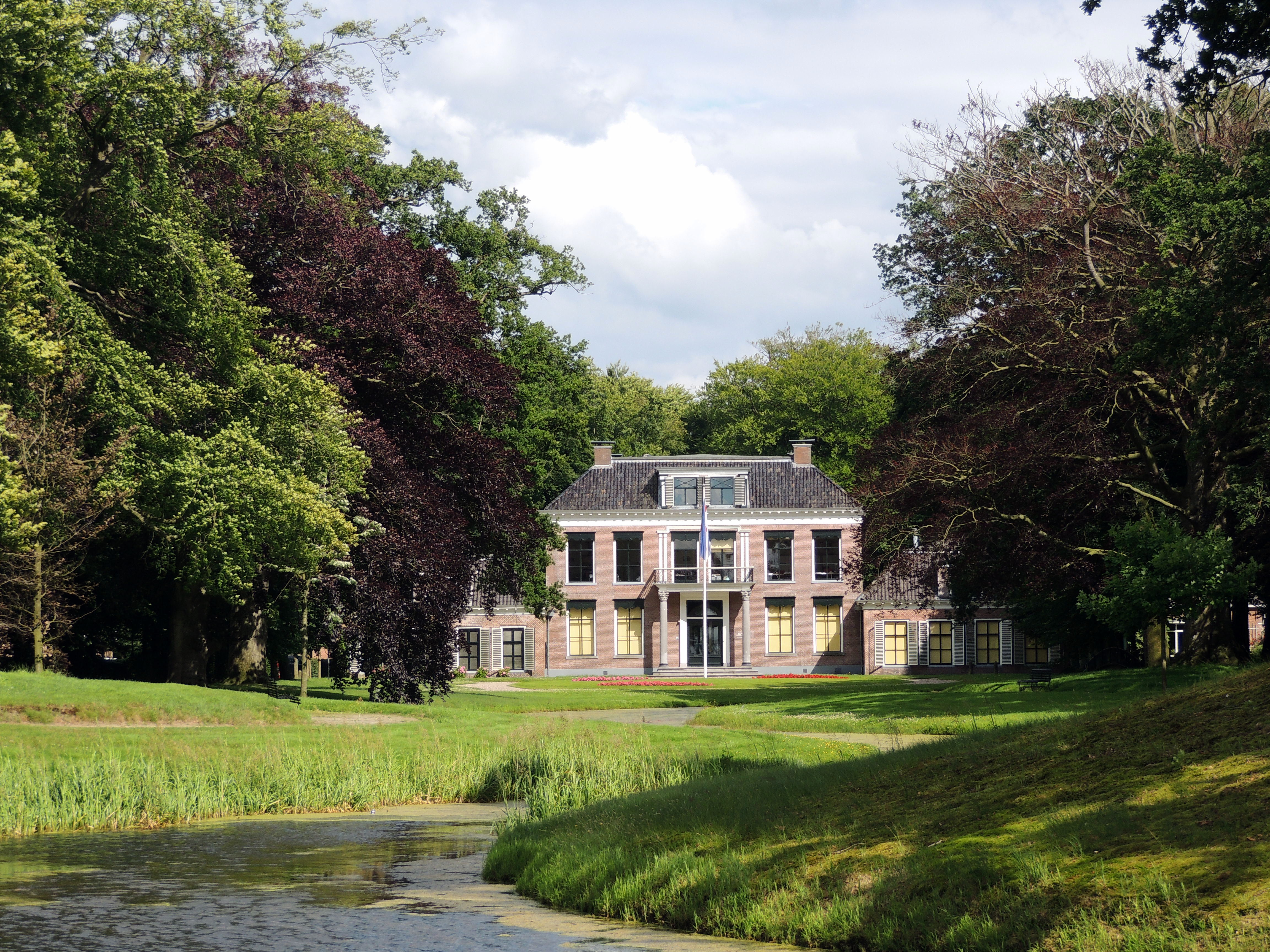
Маєток
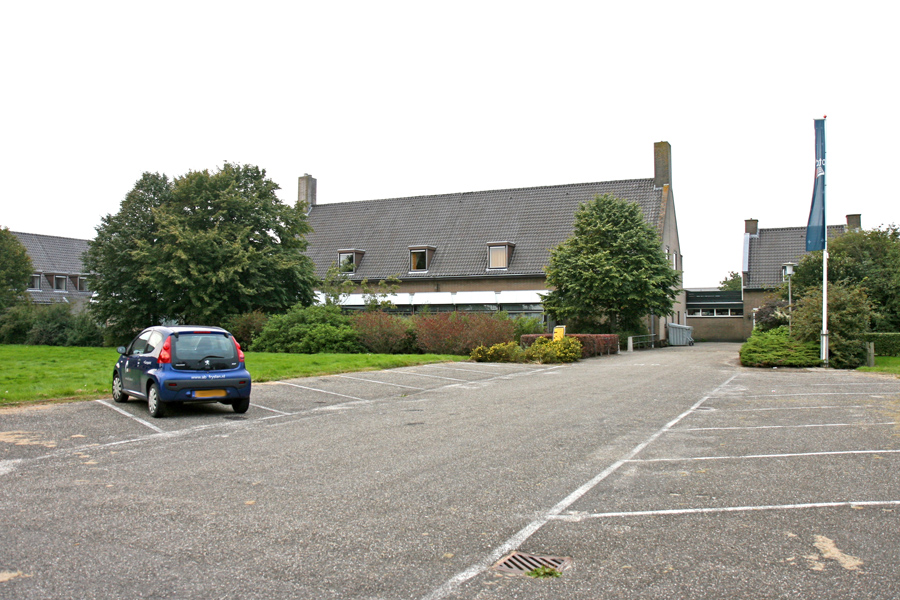
Сільськогосподарський навчальний центр